# دان بوكاتينسكي
دان بوكاتينسكي (بالإنجليزية: Dan Bucatinsky)‏ مواليد 22 سبتمبر 1965 في نيويورك، الولايات المتحدة، هو ممثل وكاتب سيناريو أمريكي بدأ مسيرته الفنية عام 1994. كما أنه من الفائزين بجائزة إيمي.

## الأعمال
- ويل وغريس
- روكيت باور
- فرايجر
- فريندز
- ويدز
- اكبح حماسك
- سي إس آي: ميامي
- غريز أناتومي
- فضيحة

## وصلات خارجية
- دان بوكاتينسكي على موقع IMDb (الإنجليزية)
- دان بوكاتينسكي على موقع ألو سيني (الفرنسية)
- دان بوكاتينسكي على موقع أول موفي (الإنجليزية)
- دان بوكاتينسكي على موقع قاعدة بيانات الفيلم (الإنجليزية)
- دان بوكاتينسكي على موقع كينوبويسك (الروسية)